# Tour de Głogów à Lubin
 (février 2021).
Si vous disposez d'ouvrages ou d'articles de référence ou si vous connaissez des sites web de qualité traitant du thème abordé ici, merci de compléter l'article en donnant les références utiles à sa vérifiabilité et en les liant à la section « Notes et références ».
 (février 2021).
La tour de Głogów à Lubin (de. Pulverturm, Glogauer Torturm) est une construction gothique du milieu du XIVe siècle, située dans la partie nord-ouest de la place de Lubin. 

## Description
Le bâtiment gothique, érigé sur un plan carré, remonte au temps de la construction des remparts de la ville au milieu du XIVe siècle. Il a été surhaussé au XVIe siècle, et ensuite reconstruit aux XVIIIe et XIXe siècles. On a construit la partie basse du bâtiment en pierres et en briques, et le haut exclusivement en briques. Le chatior de la tour vient du XIXe siècle. La Porte de Głogów était composée du portail contigu à la tour du nord et de la porte devant les remparts. Dans la constructio est situé le passage voûté de 6 mètres de hauteur avec un pont basculant de 10 mètres, et ensuite de 20 mètres. À côté, ont été situés la muraille double et la douve triple avec des trois ponts (dont l’un basculant). Le bâtiment de trois étages, construit au XVIIIe siècle, était adjacent au mur nord-est de la tour.

## État actuel
Actuellement, la tour de six étages avec une porte adjacente est un bâtiment caractéristique de Lubin. Elle est construite sur un plan carré, ses parties basses sont faites en pierres, tandis que les parties hautes – en briques. La façade est couverte de plâtre, avec des coins ornés d’un bossage. Les fenêtres gothiques avec des bordures en pierres sont réparties de façon irrégulière, plus grandes en haut de la tour et plus petites en bas. L’édifice est couvert d’un toit en croupe, fait en céramique. La marque sur le mur nord du bâtiment indique la hauteur des fortifications originales. 

## Fonctions
Au XVIIe et XVIIIe siècles, la tour servait de prison municipale, ce qui lui a permis d’éviter la démolition. Elle a fait fonction de musée municipal de 1908 jusqu'en 1945. Pendant la Seconde Guerre mondiale, elle a été sérieusement endommagée et elle a été protégée contre la dégradation en 1957. Après la rénovation, le bâtiment servait d’auberge de jeunesse conduite par Polskie Towarzystwo Turystyczno-Krajoznawcze (« Association polonaise pour le tourisme et la découverte du pays »).
Actuellement, le bâtiment est exploité par Lubiński Klub Wysokogórski, Klub Turystyki Górskiej "Problem", Stowarzyszenie Twórców Kultury, Towarzystwo Miłośników Ziemi Lubińskiej et Stowarzyszenie Absolwentów I Liceum Ogólnokształcącego w Lubinie "Absolwent".